# ناتالي مارتينيز
ناتالي مارتينيز (من مواليد 12 يوليو 1984) هي ممثلة وعارضة أزياء أمريكية. ظهرت في فيلم سباق الموت عام 2008 والعديد من مقاطع الفيديو الموسيقية بين عامي 2003 و2011، واثنين من المسلسلات التليفزيونية القصيرة في عامي 2006 و2007. لعبت مارتينيز دور البطولة في موسم واحد من دراما الجريمة ديترويت 1-8-7، وكان لها دور متكرر في موسم واحد من سي إس آي: نيويورك، لعبت دور البطولة في موسم واحد من المسلسل الدرامي المملكة، وظهرت في مسلسل الخيال العلمي القصير The I-Land عام 2019. في عام 2021، شاركت مارتينيز في بطولة المسلسل الدرامي (جو العادي).

## حياتها
ولد مارتينيز عام 1984 في ميامي، فلوريدا وهي من أصل كوبي. تخرجت من مدرسة سانت بريندان الثانوية عام 2002.

## أعمالها

### أفلام
- ذكريات مدينة السحر (2010).... ماري
- الدورادو (2009).... ماريا مارتينيز
- أبناء توكسون (2009) (التلفزيون)... ماجي
- سباق الموت (2008)... كيس
- القديسون والمذنبون (2007) (مسلسل تليفزيوني)... بيلار مارتن
- بيت الأزياء (2006) (مسلسل تليفزيوني)... ميشيل ميلر

### موسيقى
- جاستن تيمبرليك -- "سينيوريتا" فيديو
- شون بول -- «وي بي برنن» فيديو
- عمرو دياب -- «نقول ايه» فيديو
- ويسين واي ياندل -- «يو تي كوايرو» فيديو

## وصلات خارجية
- ناتالي مارتينيز على موقع IMDb (الإنجليزية)
- ناتالي مارتينيز على موقع ميتاكريتيك (الإنجليزية)
- ناتالي مارتينيز على موقع روتن توميتوز (الإنجليزية)
- ناتالي مارتينيز على موقع ألو سيني (الفرنسية)
- ناتالي مارتينيز على موقع أول موفي (الإنجليزية)
- ناتالي مارتينيز على موقع قاعدة بيانات الأفلام السويدية (السويدية)
- ناتالي مارتينيز على موقع قاعدة بيانات الفيلم (الإنجليزية)
- ناتالي مارتينيز على موقع ليتربوكسد (الإنجليزية)
- ناتالي مارتينيز على موقع كينوبويسك (الروسية)
- ناتالي مارتينيز على موقع دليل عارضات الأزياء (الإنجليزية)
- ناتالي مارتينيز على دليل عارضة الأزياء
- ملف ناتالي مارتينيز في موقع AskMen.com